# 우창시

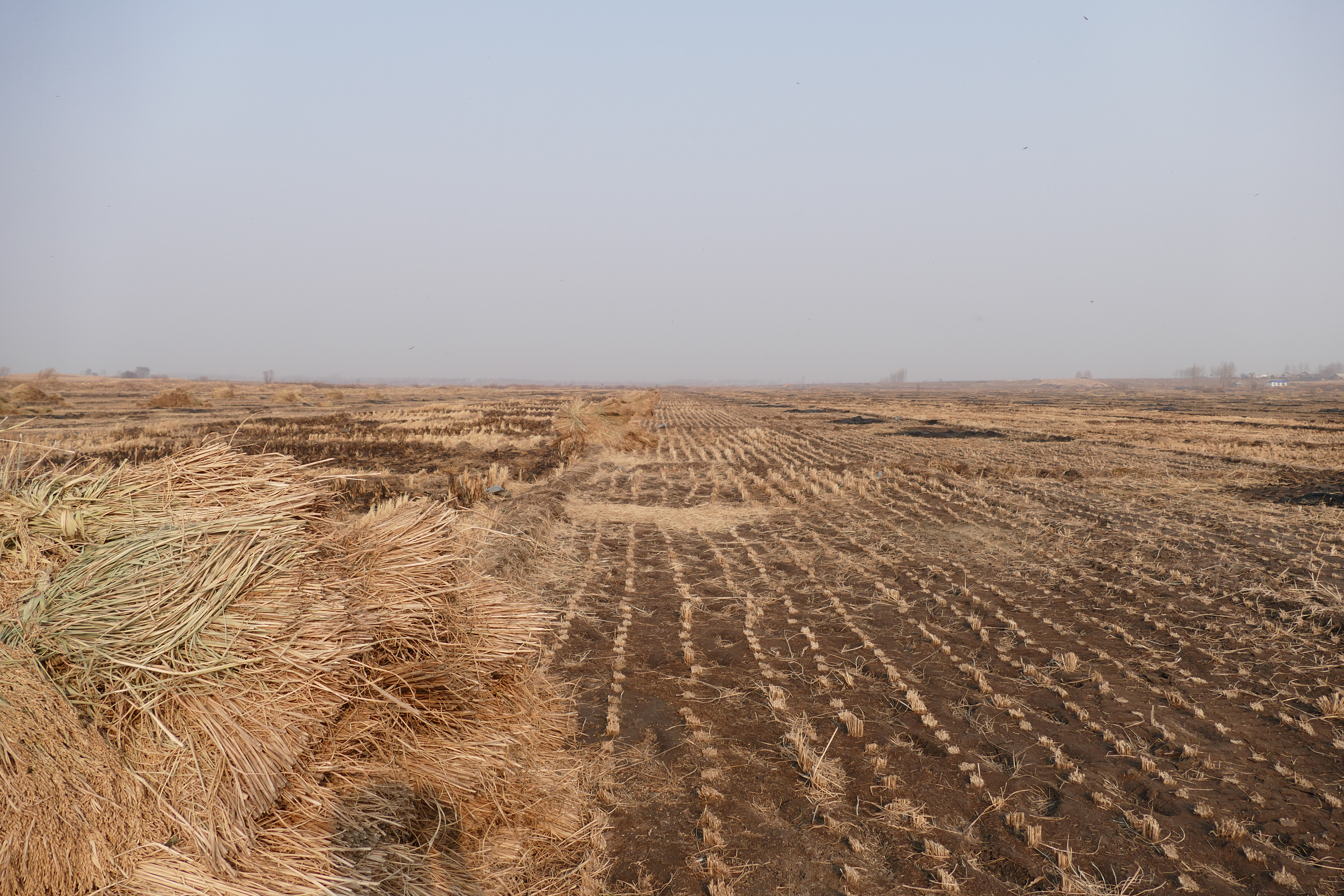

우창(오상, 중국어: 五常, 병음: Wǔcháng)은 중화인민공화국 헤이룽장성 하얼빈시에 속해있는 현급시이다. 넓이는 7512km2이고 인구는 약 98만 명, 우편번호는 150200이다.

## 역사
한진대(漢晋代)에는 부여(夫余) 남북조시대에는 물길 수나라 시대에는 말갈의 거주지였다. 당나라 시대에는 발해의 판도 내였다.
968년 발해가 멸망하면서 요나라가 원칙상 동경도관할로 붙였으나 실질적으로 거란 직접통치의 한계선이 영강주에 있었다. 그래서 이 지역은 실질적으로 생여진의 영역에 존재했다. 거란과 여진과의 전쟁에서 중요한 전장중 하나에 해당했던 호보답강(護步答岡)이 있던 곳이다. 황룡부를 상실한 거란이 황룡부를 수복하기 위해 거란이 대군을 보냈으나 아골타에게 패했다. 금나라가 성립된 이후 금나라에 의해 회령부 원나라는 요양성 개원로 명나라는 간도사(干都司)를 설치하였다.

## 지리
우창은 절반이 산으로 되어있고 남서쪽과 북서쪽으로부터 지면이 경사져있다. 우창의 해발고도는 450m가 넘기도 하고 장광차이링 산맥이 이곳에서 남서쪽으로 방향을 틀어 뻗어있다. 북서쪽의 쑹넌 평원은 주요한 농업 지대이다.
연평균 기온은 3.5℃이고 1월 평균 기온은 -19.1℃이고 7월 평균 기온은 22.4℃이다. 연평균 강수량은 625mm이다. 무상 기일은 124일이고 연 일조량은 2576시간이다.

### 기후
| Wuchang (1981−2010)의 기후                     | Wuchang (1981−2010)의 기후 | Wuchang (1981−2010)의 기후 | Wuchang (1981−2010)의 기후 | Wuchang (1981−2010)의 기후 | Wuchang (1981−2010)의 기후 | Wuchang (1981−2010)의 기후 | Wuchang (1981−2010)의 기후 | Wuchang (1981−2010)의 기후 | Wuchang (1981−2010)의 기후 | Wuchang (1981−2010)의 기후 | Wuchang (1981−2010)의 기후 | Wuchang (1981−2010)의 기후 | Wuchang (1981−2010)의 기후 |
| 월                                             | 1월                        | 2월                        | 3월                        | 4월                        | 5월                        | 6월                        | 7월                        | 8월                        | 9월                        | 10월                       | 11월                       | 12월                       | 연간                       |
| ---------------------------------------------- | -------------------------- | -------------------------- | -------------------------- | -------------------------- | -------------------------- | -------------------------- | -------------------------- | -------------------------- | -------------------------- | -------------------------- | -------------------------- | -------------------------- | -------------------------- |
| 역대 최고 기온 °C (°F)                         | 3.0 (37.4)                 | 9.5 (49.1)                 | 19.7 (67.5)                | 29.0 (84.2)                | 34.0 (93.2)                | 37.3 (99.1)                | 35.7 (96.3)                | 35.8 (96.4)                | 30.3 (86.5)                | 26.4 (79.5)                | 19.6 (67.3)                | 9.4 (48.9)                 | 37.3 (99.1)                |
| 일평균 최고 기온 °C (°F)                       | −11.6 (11.1)               | −6.1 (21.0)                | 2.5 (36.5)                 | 13.7 (56.7)                | 20.9 (69.6)                | 25.9 (78.6)                | 27.5 (81.5)                | 26.4 (79.5)                | 21.2 (70.2)                | 12.4 (54.3)                | 0.3 (32.5)                 | −8.6 (16.5)                | 10.4 (50.7)                |
| 일일 평균 기온 °C (°F)                         | −17.7 (0.1)                | −12.7 (9.1)                | −3.2 (26.2)                | 7.3 (45.1)                 | 14.7 (58.5)                | 20.4 (68.7)                | 22.8 (73.0)                | 21.5 (70.7)                | 14.9 (58.8)                | 6.4 (43.5)                 | −4.9 (23.2)                | −14.1 (6.6)                | 4.6 (40.3)                 |
| 일평균 최저 기온 °C (°F)                       | −22.7 (−8.9)               | −18.4 (−1.1)               | −8.6 (16.5)                | 1.4 (34.5)                 | 8.4 (47.1)                 | 15.1 (59.2)                | 18.6 (65.5)                | 17.1 (62.8)                | 9.4 (48.9)                 | 1.2 (34.2)                 | −9.3 (15.3)                | −18.8 (−1.8)               | −0.5 (31.0)                |
| 역대 최저 기온 °C (°F)                         | −37.5 (−35.5)              | −39.1 (−38.4)              | −26.5 (−15.7)              | −13.4 (7.9)                | −4.4 (24.1)                | 5.3 (41.5)                 | 9.6 (49.3)                 | 6.6 (43.9)                 | −4.0 (24.8)                | −14.7 (5.5)                | −27.5 (−17.5)              | −37.9 (−36.2)              | −39.1 (−38.4)              |
| 평균 강수량 mm (인치)                          | 5.4 (0.21)                 | 5.5 (0.22)                 | 13.3 (0.52)                | 24.1 (0.95)                | 49.7 (1.96)                | 98.4 (3.87)                | 148.2 (5.83)               | 138.7 (5.46)               | 52.3 (2.06)                | 26.3 (1.04)                | 15.8 (0.62)                | 8.0 (0.31)                 | 585.7 (23.05)              |
| 평균 상대 습도 (%)                             | 74                         | 70                         | 62                         | 56                         | 58                         | 68                         | 79                         | 80                         | 73                         | 66                         | 68                         | 73                         | 69                         |
| 출처: China Meteorological Data Service Center |                            |                            |                            |                            |                            |                            |                            |                            |                            |                            |                            |                            |                            |

## 경제
우창은 비옥한 토양과 풍부한 물, 알맞은 날씨와 같은 농업 개발에 유리한 조건을 갖추고 있다. 쌀, 옥수수, 콩, 수수와 밀 등의 곡물이 생산된다. 또한 산업 작물로 사탕무와 담배의 재배가 증가하고 있다.

## 행정 구역
9개 진, 2개 민족진, 10개 향, 3개 민족향, 1개 임업국이 위치해 있다.
- 진: 우창 진(五常镇), 산허 진(山河镇), 샤오산쯔 진(小山子镇), 두자 진(杜家镇), 샹양 진(向阳镇), 충허 진(冲河镇), 베이인허 진(背荫河镇), 안자 진(安家镇), 사허쯔 진(沙河子镇)
- 민족진: 여우자 만족진(牛家满族镇), 라린 만족진(拉林满族镇)
- 향: 싱성 향(兴盛乡), 즈광 향(志广乡), 웨이궈 향(卫国乡), 창바오 향(常堡乡), 민이 향(民意乡)
- 민족향: 민웨 조선족 향(민악조선족향, 民乐朝鲜族乡), 훙치 만주족향(旗满族乡), 잉청쯔 만주족향(营城子满族乡)
- 임업국: 산허툰 임엄국(山河屯林业局)